# Río Mocoretá
Río Mocoretá är ett vattendrag i Argentina. Det ligger i den nordöstra delen av landet, 400 km norr om huvudstaden Buenos Aires, och mynnar ut i Rio Uruguay. 
Omgivningen kring Río Mocoretá består i huvudsak av gräsmarker. Området är glesbefolkat, med 20 invånare per kvadratkilometer.